# Laslea
Laslea is een Roemeense gemeente in het district Sibiu.
Laslea telt 3241 inwoners.